# فهد السبيع
فهد السبيع (15 نوفمبر 1979 - ) هو لاعب كرة قدم سعودي يلعب كلاعب وسط.

## روابط خارجية
- فهد السبيع على موقع الاتحاد الدولي (مؤرشف)  (الإنجليزية)
- فهد السبيع على موقع قاعدة بيانات كرة القدم.إي يو (الإنجليزية)
- فهد السبيع على موقع ناشيونال فوتبول تيمز (الإنجليزية)